# Hauptkirche Sonnborn

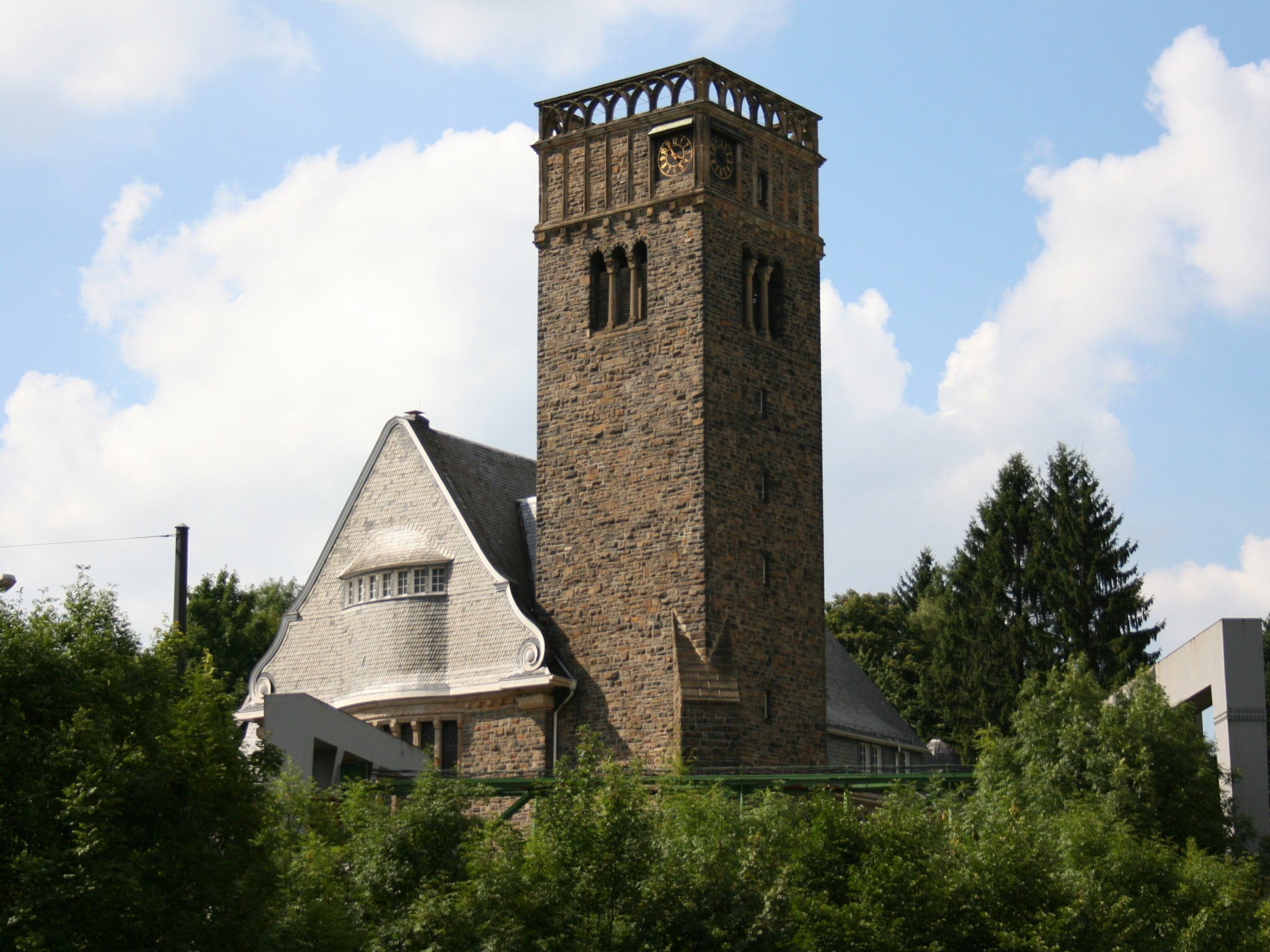
Hauptkirche Sonnborn

Die Hauptkirche Sonnborn ist das Kirchengebäude der seit spätestens 1539 bestehenden reformierten Gemeinde Sonnborn im Wuppertaler Stadtbezirk Elberfeld-West, Ortsteil Sonnborn.

## Geschichte

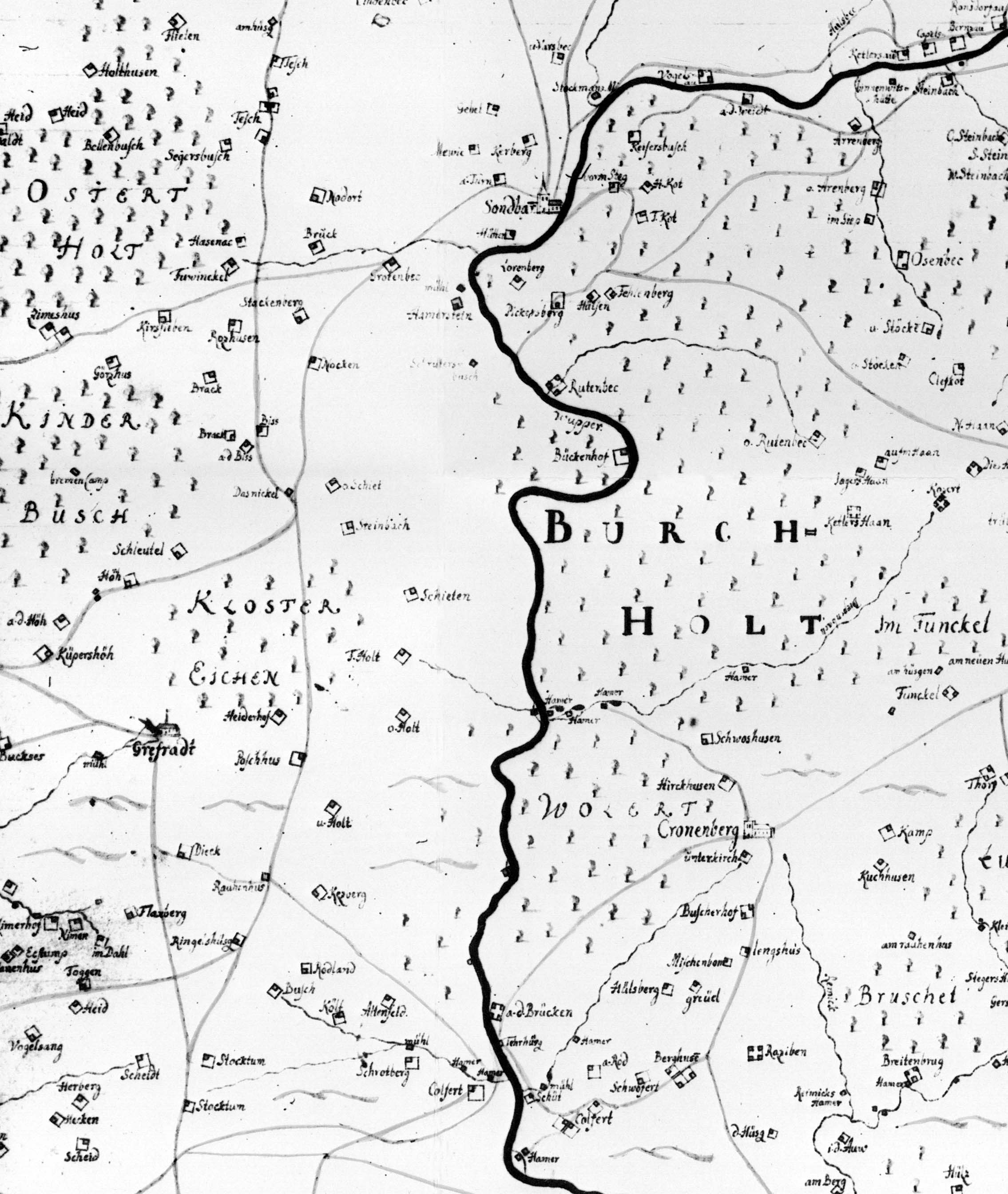
Sonnborn und die Kirche auf einer Karte von Erich Philipp Ploennies (1715)

Eine erste Sonnborner Kirche wurde zwischen dem 6. und 9. Jahrhundert errichtet und gelangte in den Besitz des 870 gegründeten Stiftes Gerresheim, für das Sonnborn vom Rittergut Lüntenbeck verwaltet wurde. Diese Kirche wird 874 als basilica quae est in Sunnebrunno erwähnt. Damit ist der Standort als Kirchplatz älter als jener der alten Elberfelder Kirche, die erstmals 955 erwähnt ist und den meisten als älteste Kirche Wuppertals gilt. Die Sonnborner Kirche gelangte zu Beginn des 13. Jahrhunderts in den Besitz des Klosters in Gräfrath. Wann genau die Reformation nach Sonnborn gelangte, ist nicht belegt, erster nachgewiesener evangelischer Pfarrer der Gemeinde war Hermann Wemmers, der 1539 berufen wurde.

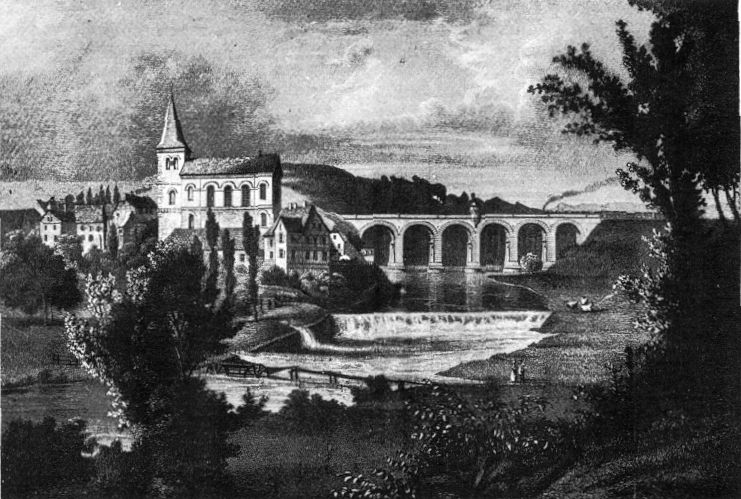
Sonnborn mit der klassizistischen Kirche von 1838

Die alte, schließlich baufällige Kirche mit rund 350 Plätzen diente der Gemeinde, die auch das Gebiet Vohwinkels umfasste, bis ins 19. Jahrhundert, zwischen 1836 und 1839 wurde unter Einbeziehung des alten Turms aus dem 9. Jahrhundert die zweite, klassizistische Kirche errichtet, die der inzwischen auf rund 2300 Mitglieder angewachsenen Gemeinde deutlich mehr Raum bot. Diese Kirche fiel am 18. März 1917 einem Brand zum Opfer:

„Von einem schweren Unglück ist am Sonntag, 18. März, die reformierte Gemeinde Sonnborn bei Elberfeld heimgesucht worden. Die rechts am Eingang zur Hauptstraße auf einer Anhöhe liegende altehrwürdige Kirche wurde innerhalb weniger Stunden durch Feuer vernichtet. Der Hauptgottesdienst war ungestört verlaufen, im nachfolgenden Kindergottesdienst will man ein merkwürdiges Knistern gehört haben, das aber vermutlich aus den gutgeheizten Ofen kam, die infolge Kohlenmangels mit Koks beschickt worden waren. Kaum hatte die Jugend das Gotteshaus verlassen, als plötzlich aus dem Kirchendach die hellen Flammen emporloderten, anfänglich in der Sonntagsstille kaum beachtet. In wenigen Minuten glich das große Dach einem Feuermeer, dem die schnell eintreffende Feuerwehr trotz aller Anstrengungen machtlos gegenüberstand. Die Feuerwehr griff den Brand mit 6 Schlauchleitungen an und es gelang den energischen Bemühungen der Wehr nach zweistündiger Tätigkeit, den Brand auf seinen Herd zu beschränken, so daß der Glockenstuhl erhalten bleiben konnte. Die vor zwei Jahren erneuerten, in einem eisernen Stuhl hängenden Glocken sind nicht abgestürzt. Die alten, aus dem 15. Jahrhundert stammenden Glocken sind vor kurzem verkauft worden. Das Mauerwerk hat gut standgehalten.“

Trotz Weltwirtschaftskrise sammelte die seit 1887 von Vohwinkel getrennte Gemeinde, wie auch der Pfarrer der mittlerweile bestehenden benachbarten katholischen St.-Remigius-Gemeinde, genügend Geld, so dass bis 1926 das nunmehr Hauptkirche benannte, dritte Gotteshaus an dieser Stelle errichtet werden konnte. Architekt war der Provinzialkirchbaumeister Arno Eugen Fritsche, beim Bau legten Gemeindemitglieder selbst Hand an. Das Dach des Turms wurde nicht mehr ausgeführt.
1992 wurde das Gebäude mit Einfriedung und umgebenden Stützmauern unter Denkmalschutz gestellt. 2006 wurde nach Plänen des Architekturbüros Ahad aus Braunschweig unter der Empore ein architektonisch bemerkenswerter Glasraum als „Familienkirche“ eingebaut, der auch als Gemeindecafé genutzt werden kann. 2007 wurde dieses Projekt mit dem 1. Preis Auszeichnung guter Bauten des Bundes Deutscher Architekten prämiert.

## Baubeschreibung

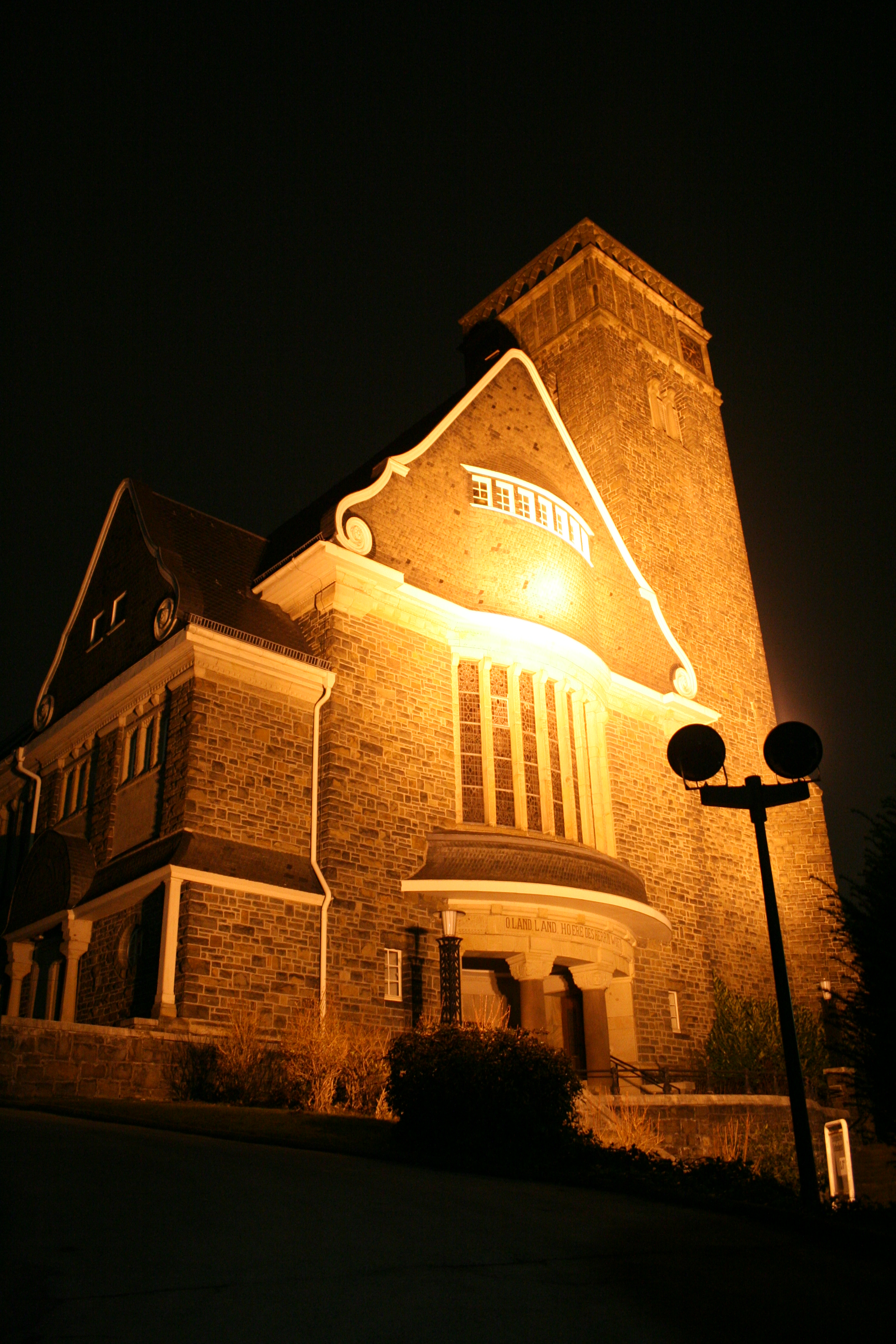
Die südliche Hauptfassade bei Nacht

Der Bau erhebt sich auf einer Anhöhe direkt über der Wupper an der heutigen Bundesstraße B 228, einer wichtigen Straßenverbindung, die zusammen mit der B 7 die Wuppertaler Stadtteile im Tal verbindet, und markiert den östlichen Ortseingang Sonnborns. Der – im Gegensatz zu den geosteten Vorgängerbauten – nach Norden ausgerichtete Bau wurde als Predigtkirche nach den Grundsätzen des Wiesbadener Programms ausgeführt. Dem kompakten, einschiffigen Bau mit dem prägenden steilen Satteldach ist im Südosten ein quadratischer Turm angebaut, im Norden schließt ein rechteckiger, von zwei Treppentürmen flankierter Chor den Bau ab.
Die fast zehnjährige Bauzeit führte zu einem spannungsreichen Nebeneinander verschiedener Stilrichtungen. So ist der Dachbereich im Bergischen Heimatstil ausgeführt und die Bruchsteinpartien sind der zurückhaltenden Reformbauweise dieser Zeit zuzuordnen, während im aufwendigen Maßwerk und den Sandstein-Zierelementen des Turms schon der Expressionismus anklingt. 
Der mit Bruchstein und Schiefer verkleideten Kirche wurde nach Süden eine Terrasse vorgelagert, die durch eine T-förmige dreiläufige Freitreppe erschlossen wird. Am oberen Absatz der beiden symmetrisch angelegten oberen Treppenläufe befindet sich je eine gusseiserne Laterne. Unter einem großen, senkrecht gegliederten Fenster befindet sich eine durch zwei Säulen gestützte, zusammen mit dem Fenster konvex aus dem Bau herausragende Ehrenhalle auf ovalem Grundriss, die mit zwei Tafeln der Gefallenen der beiden Weltkriege aus der Gemeinde gedenkt. Am Gebälk über den Säulen ist die Inschrift O Land, Land, hoere des Herrn Wort (Jeremia 22,12) eingemeißelt. Ein hoher neobarocker Dreiecksgiebel mit einem weiteren kleinen Fenster schließt die Südfassade nach oben ab. 
Der Haupteingang zum Kirchraum befindet sich an der südlichen Fassade eines Eck-Risalits, der ähnlich einem Querhausarm gegenüber dem südöstlich angesetzten Turm hervorspringt. Die Fassade dieses Eingangsbaus wiederholt im Giebel die Formen der Südfassade, darunter erhellen zwei dreiteilige Fenster den Aufgang zu den Emporen. Die links der Mittelachse angebrachte Eingangstür selbst wird von zwei Säulen gerahmt, die einen halbrunden, verschieferten Türgiebel tragen. Sie öffnet sich in eine „Brauthalle“, die in den eigentlichen Kirchraum führt.

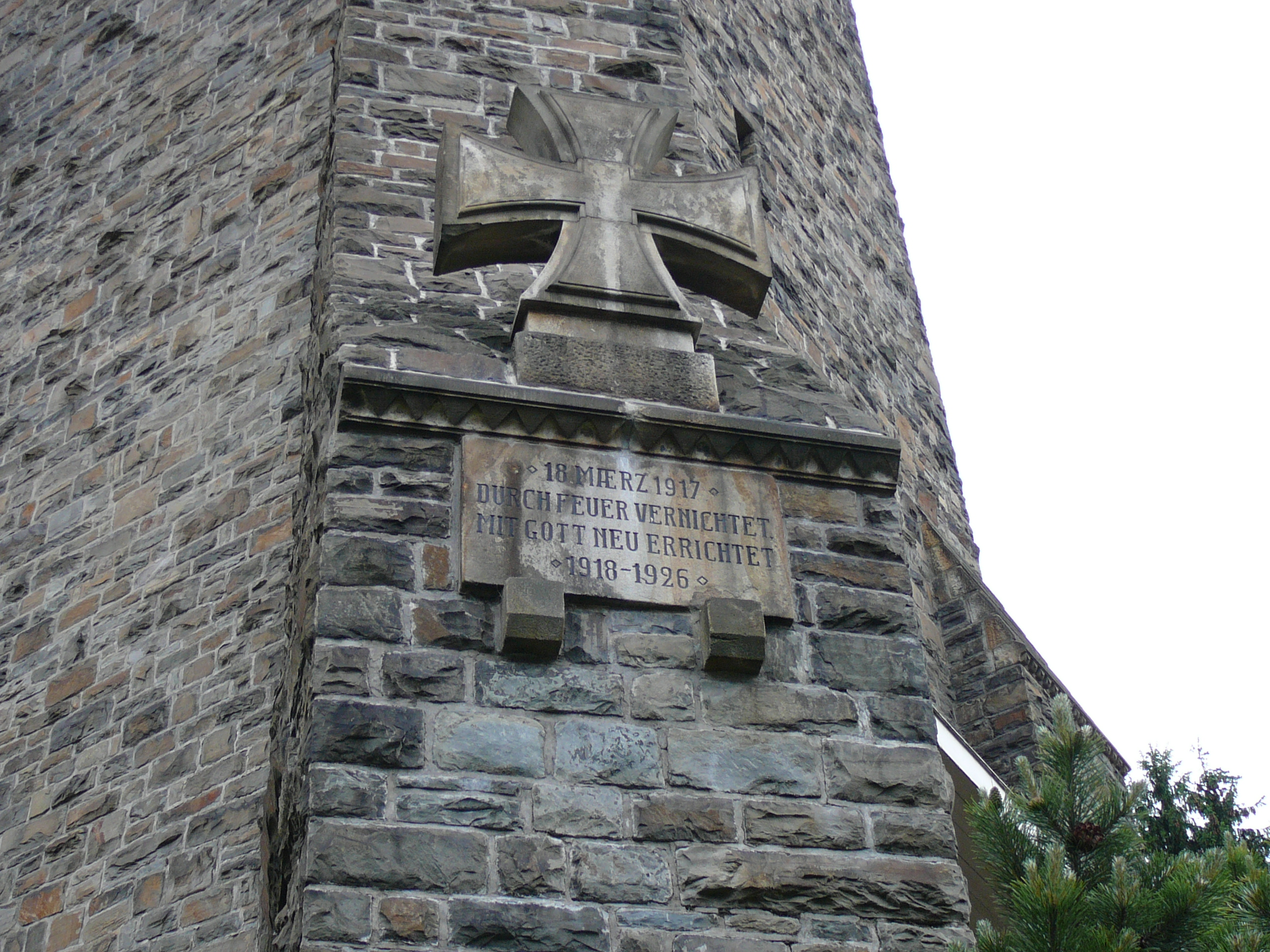
Inschrift im Südostpfeiler des Turms

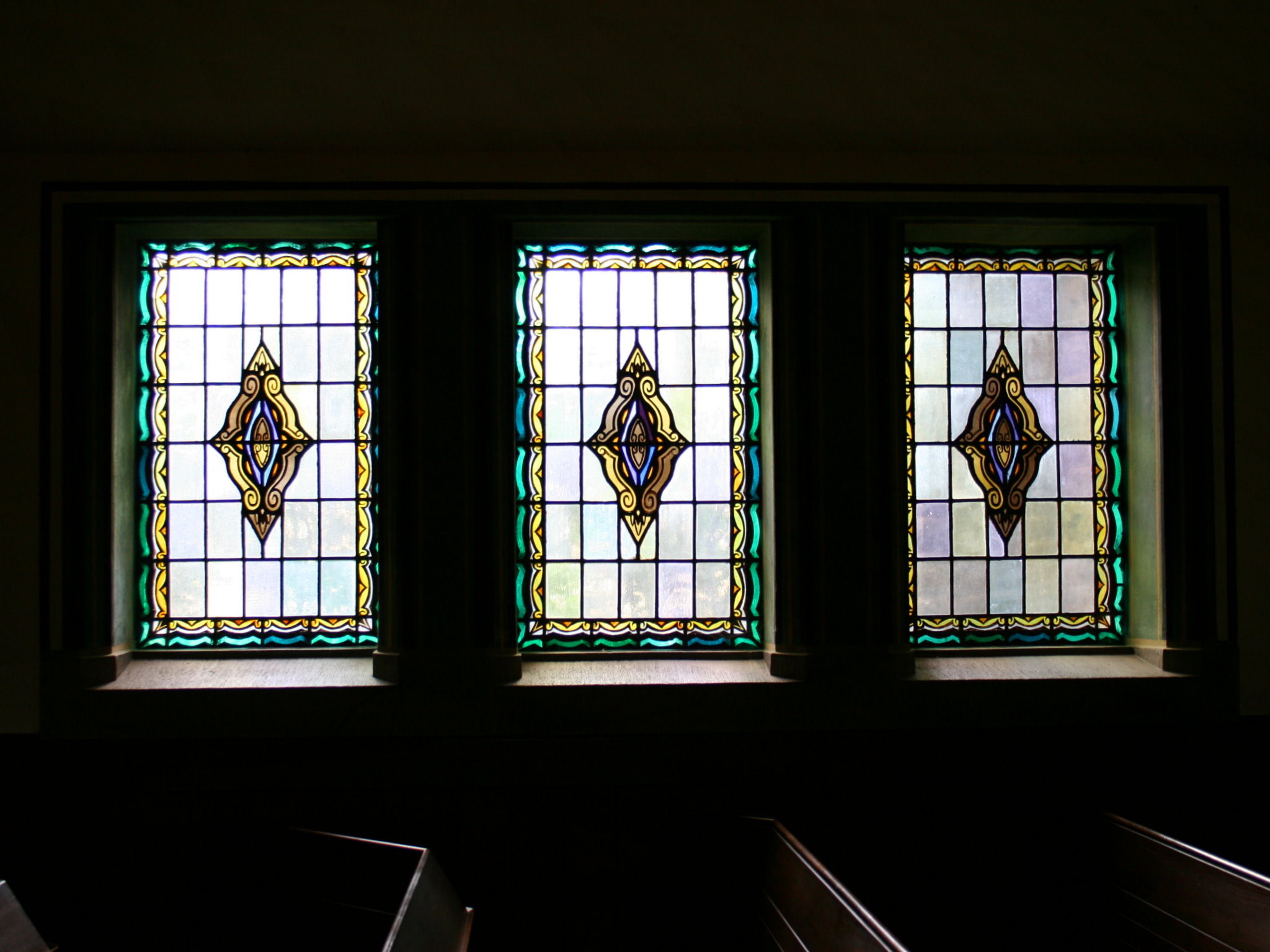
Kirchenfenster im Art-déco-Stil

Die westliche Außenwand ist in fünf Achsen gegliedert, auf den südlichen Eingangsrisalit folgen drei Achsen, die durch drei miteinander verbundene hochrechteckige Fenster, jeweils im Erdgeschoss wie über der Empore, mit Sandsteinfassungen gegliedert sind. Die fünfte Achse birgt einen weiteren Seiteneingang mit einem Treppenhaus, der auch zu mehreren Gemeinderaum-Anbauten führt. Über der Westfront befindet sich eine schieferverkleidete, schlichte Schleppgaube mit sieben unregelmäßig verteilten kleinen Fenstern, darüber das steile Schieferdach, in dem weitere sechs kleine Dachgauben angeordnet sind. Die östliche Fassade ist spiegelbildlich zur gegenüberliegenden angeordnet, an Stelle des Eingangsbaus erhebt sich hier der massive quadratische Turm. Seine sieben Stockwerke erheben sich bis auf eine Höhe von 45 Metern, statt der ursprünglich geplanten Dachgaube, die nicht zur Ausführung kam, umschließt eine neogotische Balustrade eine Aussichtsplattform. Im darunter befindlichen Glockengeschoss, das durch romanische dreigeteilte Fenster erhellt wird, befinden sich neben einer neueren zwei alte Glocken von 1453 und 1458, die schon im Turm der ältesten Kirche aus dem 9. Jahrhundert hingen und zu den ältesten erhaltenen Glocken im bergischen Raum gehören. Am südöstlichen Stützpfeiler des Turms ist ein Relief mit einer Erinnerungstafel zum Neubau der Kirche versehen, über dem ein Tatzenkreuz angebracht ist, das an das Eiserne Kreuz erinnert. Im Erdgeschoss des Turms befindet sich östlich ein weiterer Seiteneingang.
Der einschiffige Kirchraum im Innern ist stilistisch durch Formen der Art déco geprägt und wird durch eine bemalte Kassettendecke nach oben abgeschlossen. Hinter einem Triumphbogen befindet sich der halbkreisförmige, fensterlose Chor, der von dem eichenen Aufbau der Orgelempore und der davor über dem Abendmahlstisch mittig angeordneten Kanzel, auf die zwei symmetrisch angeordnete Treppenaufgänge führen, bestimmt wird. Unter der Empore befinden sich die Plätze für das Presbyterium. Die gesamte Schaufront der durch vier Säulen gestützten Empore und des Chores ist sehr einheitlich gestaltet und mit diversen Schnitzarbeiten verziert.
Die drei übrigen Seiten des Kirchsaals werden von drei miteinander verbundenen hölzernen Emporen überragt. Die sie tragenden Säulen und Pfeiler in vornehmlich romanisch inspirierten Formen sind wie die Decke bunt bemalt. Die südliche Empore, die über der Gedenkhalle liegt, wird durch das bunt ornamentierte siebenteilige Fenster der Hauptfassade erhellt.
Unter der Empore wurde 2006 nach Plänen von Ahad Architekten Braunschweig die „Familienkirche“ eingebaut. Dieser vom Bund Deutscher Architekten 2007 prämierte feinfühlige Einbau ermöglicht vor allem Familien mit Kindern die Teilnahme am Gottesdienst. Die Worte des Johannes-Prologs bilden eine poetische Kulisse auf den rahmenlos gesetzten Glaswänden.

## Orgel

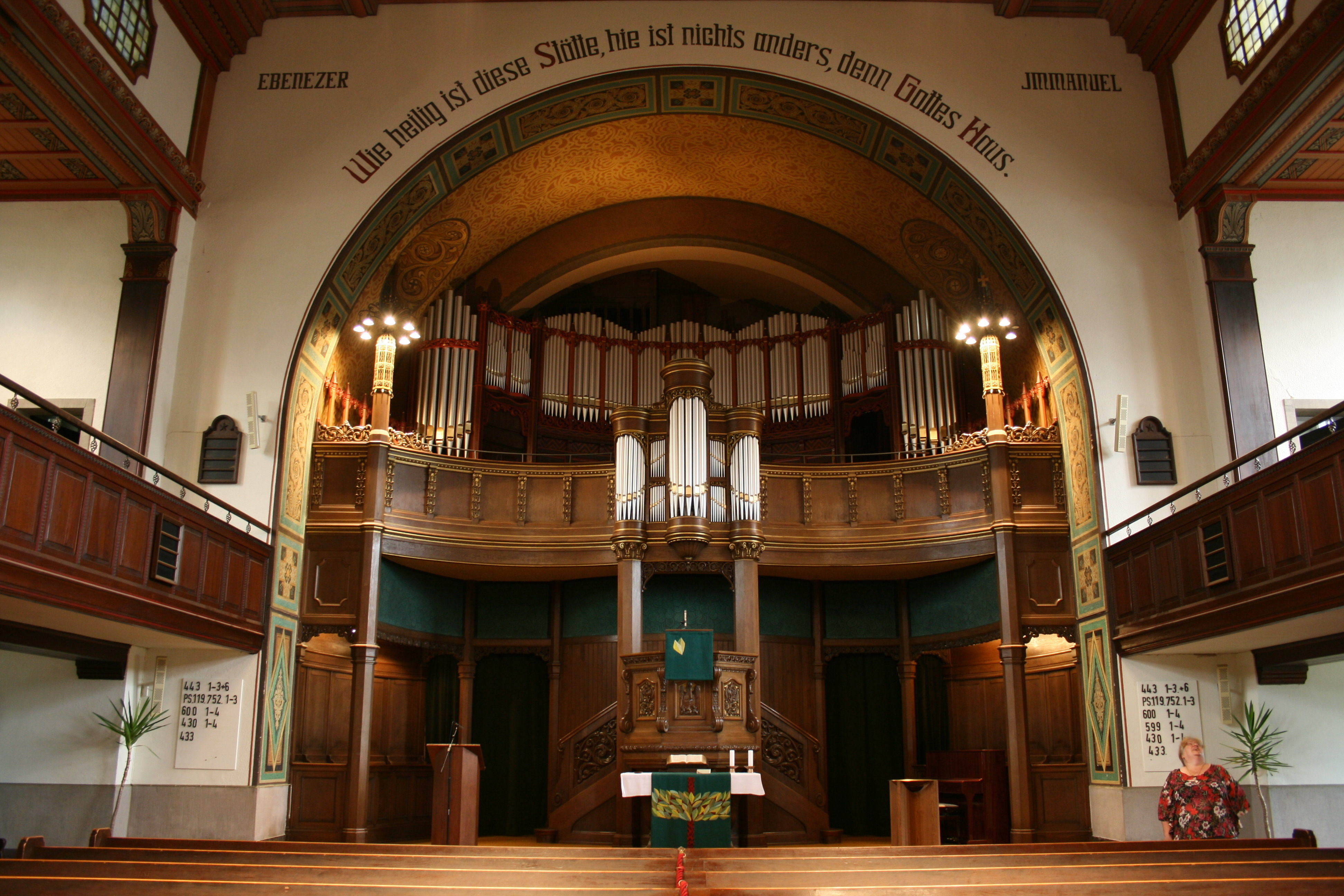
Chor, Orgel und Presbyterium

Die Orgel der Hauptkirche wurde 1928 von dem Orgelbauer Paul Faust (Barmen) als spätromantisches Instrument erbaut. Außergewöhnlich ist das breit angelegte Orgelgehäuse, das in seiner Gestaltung Züge des Jugendstils trägt. Der Prospekt des Rückpositivs hingegen, das mit nur einem Register ausgestattet ist, und vom I. Manual aus spielbar ist, ist im neobarocken Stil gestaltet. Das Instrument wurde mehrfach umgebaut, unter anderem in den 1940er Jahren „barockisiert“. Von dem Orgelbauunternehmen Gebrüder Stockmann erfolgte 2006 eine Renovierung. In diesem Zusammenhang wurde eine Neuintonation im Stile Paul Fausts erforderlich und durchgeführt. Heute hat das Instrument 32 Register, darunter 3 Transmissionen und ein extendiertes Register, auf zwei Manualen und Pedal.
| I Manual C–g3 |                 |        |
|               | Rückpositiv     |        |
| 1.            | Prinzipal minor | 8′     |
|               | Hauptwerk       |        |
| 2.            | Bordun          | 16′    |
| 3.            | Prinzipal major | 8′     |
| 4.            | Soloflöte       | 8′     |
| 5.            | Dolce           | 8′     |
| 6.            | Octav           | 4′     |
| 7.            | Rohrflöte       | 4′     |
| 8.            | Quinte          | 2 ⁄3′  |
| 9.            | Octav           | 2′     |
| 10.           | Terz            | 1 3⁄5′ |
| 11.           | Mixtur          | 1 ⁄3′  |
| 12.           | Trompete        | 8′     |

| II Schwellwerk C–g3 |            |       |
| 13.                 | Salicional | 8′    |
| 14.                 | Gedackt    | 8′    |
| 15.                 | Praestant  | 4′    |
| 16.                 | Blockflöte | 4′    |
| 17.                 | Schwiegel  | 2′    |
| 18.                 | Quinte     | 1 ⁄3′ |
| 19.                 | Sifflöte   | 1′    |
| 20.                 | Zimbel III |       |
| 21.                 | Rankett    | 8′    |

| Pedal C–f1 |                      |     |
| 22.        | Prinzipal            | 16′ |
| 23.        | Subbass              | 16′ |
| 24.        | Zartbass (Nr. 1)     | 16′ |
| 25.        | Octavbass            | 8′  |
| 26.        | Gedecktbass (Nr. 14) | 8′  |
| 27.        | Choralbass (Nr. 15)  | 4′  |
| 28.        | Octav                | 2′  |
| 29.        | Posaune              | 16′ |
| 30.        | Horn                 | 8′  |
| 31.        | Rankett              | 8′  |
| 32.        | Klarine (Nr. 30)     | 4′  |

- Koppeln:
  - Normalkoppeln: II/I, I/P, II/P.
  - Superoktavkoppel: II/I
  - Suboktavkoppeln: I/I, II/I
- Spielhilfen: Feste Kombinationen (p, mf, f, tutti), Auslöser, Handregister, 2 freie Kombinationen

## Archäologischer Fundplatz
An der Kirche hatte man in der Vergangenheit fränkische Gräber gefunden.